# Luis Morales Reyes

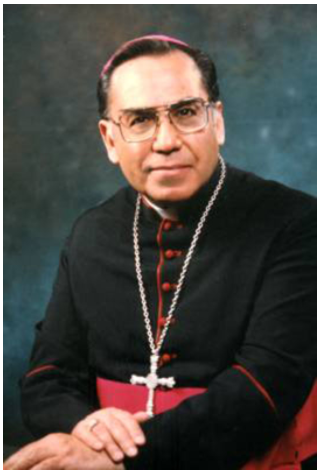
Luis Morales Reyes, 2021

Luis Morales Reyes (* 5. Juli 1936 in Churumuco, Michoacán; † 2. Februar 2024 in San Luis Potosí) war ein mexikanischer Geistlicher und römisch-katholischer Erzbischof von San Luis Potosí. Von 1997 bis 2003 war er Präsident der Mexikanischen Bischofskonferenz.

## Leben
Luis Morales Reyes erwarb an der Päpstlichen Universität Gregoriana ein Lizenziat in Philosophie und Theologie. Er empfing am 2. Dezember 1962 die Priesterweihe für das Bistum Tacámbaro und war dort unter anderem als Berater der christlichen Familienbewegung tätig. Später gehörte Morales dem Pastoralrat der Diözese an.
Papst Paul VI. ernannte ihn am 8. März 1976 zum Weihbischof in Tacámbaro und zum Titularbischof von Burca. Der Bischof von Tacámbaro, José Abraham Martínez Betancourt, spendete ihm am 4. Mai desselben Jahres in der Kathedrale San Jerónimo in Tacámbaro de Codallos die Bischofsweihe; Mitkonsekratoren waren Mario Pio Gaspari, Apostolischer Delegat in Mexiko, und Gilberto Valbuena Sánchez, Apostolischer Vikar von La Paz en la Baja California Sur. Von 1983 bis 1985 war Morales Reyes in der Mexikanischen Bischofskonferenz Mitglied der Kommission für den Klerus, ehe er bis 1991 Schatzmeister der Bischofskonferenz war.
Papst Johannes Paul II. bestellte ihn am 5. Juni 1979 zum Bischof von Tacámbaro. Am 19. Februar 1985 wurde er zum Koadjutorbischof von Torreón ernannt und am 20. April desselben Jahres in das Amt eingeführt. Nach der Emeritierung Fernando Romo Gutiérrez’ folgte er ihm am 27. Juni 1990 als Bischof von Torreón nach. 1996 wurde er als Nachfolger des verstorbenen Manuel Pérez-Gil y González Vizepräsident der Mexikanischen Bischofskonferenz, 1997 und 2000 wurde er für eine Amtsperiode von je drei Jahren zu deren Präsidenten gewählt. Am 20. Januar 1999 wurde er zum Erzbischof von San Luis Potosí ernannt und am 18. März desselben Jahres in das Amt eingeführt.
Am 3. April 2012 nahm Papst Benedikt XVI. das von Luis Morales Reyes aus Altersgründen vorgebrachte Rücktrittsgesuch an.